# Plan Hughes-Peynado
El plan Hughes-Peynado fue el acuerdo que puso fin al gobierno militar estadounidense en territorio dominicano; de acuerdo con este plan, se devolvería la soberanía nacional al país. Mediante este plan o acuerdo, se daba fin a la Ocupación Militar Estadounidense en República Dominicana de 1916-1924, además se volvería a tener un nuevo Presidente Constitucional Dominicano.

## Antecedentes históricos del Plan Hughes-Peynado
Cuando en los Estados Unidos se realizaba o se daba el proceso de campaña electoral de 1920, el aspirante a la presidencia del país estadounidense, Warren G. Harding, atacó la política de intervención militar en los países del Caribe del entonces presidente, Woodrow Wilson; Harding comunicó, en caso de salir victorioso, que retiraría las tropas de los países intervenidos por los estadounidenses, ya que, estaban violando los derechos latinoamericanos.
Harding resultó vencedor en las elecciones estadounidenses de noviembre de 1920, y ya en el país se respiraba una atmósfera favorable para terminar la intervención en el país, la cual fue apoyada por los países del mundo, los cuales exigían una pronta desocupación del territorio nacional dominicano.
El 24 de diciembre de 1920 el presidente Wilson ordenó a Thomas Snowden que integrara una comisión para realizar las reformas constitucionales y legales necesarias para dicho propósito, ordenando al Gobierno Militar flexibilizar las medidas que restringían la libertad de prensa y expresión, así como la libertad de reunión; con estas medidas se les permitían a los dominicanos agruparse o reunirse para formar movimientos de prodesocupación.
La agrupación patriótica Unión Nacional Dominicana, creada en marzo de 1920 y precedida por el notable intelectual Emiliano Tejera, arreció su campaña en favor de la evacuación pura y simple, pero, como se supondría, los estadounidenses no aceptaron, ya que estos pretendían que los dominicanos aceptaran como buenos y válidos los actos del Gobierno Militar, que había promulgago una serie de leyes y realizaron un número de transacciones que envolvían derechos de terceros que querían proteger.
Cuando Harding toma posesión de la presidencia, designa como Gobernador Militar a Samuel S. Robinson, encargado de facilitar la desocupación militar de territorio dominicano. A su llegada al país en 1921, este hizo una proclama preparada en Washington D. C. Washington, en la cual se anunciaba un plan de desocupación que, a su vez, envolvía la preparación de una elecciones generales, supervisadas y dirigidas por el Gobernador Militar, para entonces proclamar, ya una vez elegido, el presidente de la República como principal cabeza de un nuevo Gobierno Constitucional Dominicano. También, según esta proclama, el nuevo gobierno dominicano, mantendría a los oficiales estadounidenses a cargo de la Policía Nacional. Esta proclama fue conocida como el Plan Harding, pero ante esta el pueblo no aceptó, ya que prácticamente no se hacían valer del todo sus derechos constitucionales como dominicanos, por lo que hubo que diseñar un nuevo plan.

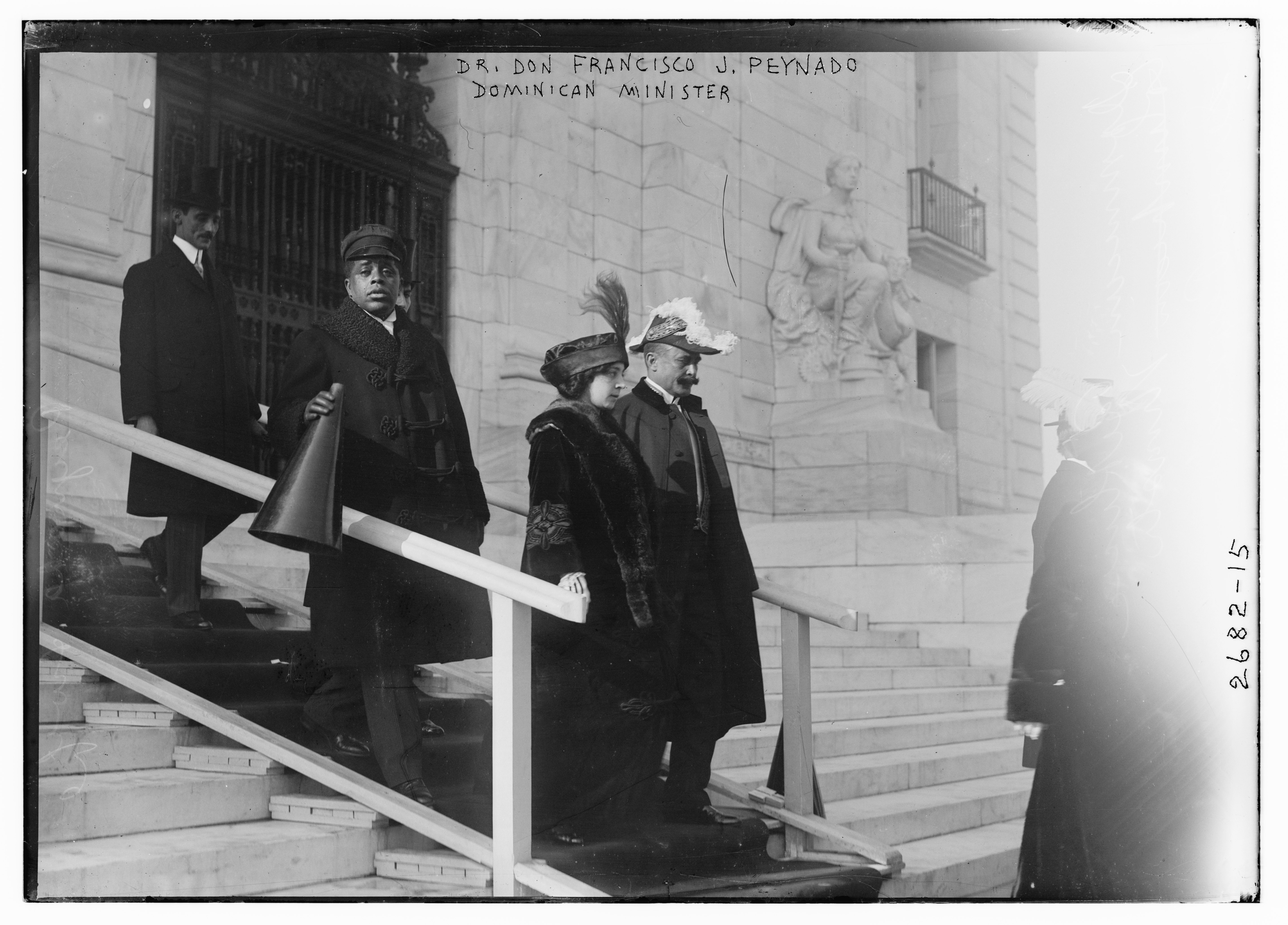
Francisco J. Peynado, Washington DC, 1913

Ante esta situación el Secretario de Estado estadounidense, Charles Evans Hughes, se vio precisado a encontrar una nueva fórmula para buscar de alguna manera la desocupación estadounidense del territorio dominicano. La oportunidad se presentó, cuando el abogado Francisco J. Peynado (Pancho), en representación de los principales partidos del país, viajó a Washington D. C. Washington en mayo de 1922 para negociar nuevamente lo establecido en la proclama del Plan Harding; después de varias reuniones, llegaron a un acuerdo fundamental, que esta vez sí cumplía con los requisitos del pueblo dominicano, y el 30 de junio de 1922 quedó concertado, pero no fue hasta el 23 de septiembre de ese mismo año, cuando se firma de una vez el denominado Plan Hughes-Peynado, que fue firmado también por Horacio Vásquez, Federico Velásquez y Elías Brache, acompañado también por Francisco J. Peynado y Monseñor Adolfo Nouel, en representación de la Iglesia católica, mientras que por el gobierno estadounidense firmaron el entonces Secretario de Estado Charles Evans Hughes y el diplomático Sumner Welles.

## Puntos básicos del Plan Hughes-Peynado
Este plan, ponía como principales puntos básicos, los siguientes:
- Nombrar un presidente provisional que se encargaría de organizar las elecciones nacionales.

- Celebrar las elecciones.

- Reconocimientos de los actos legales realizados por el Gobierno Militar a favor de terceros.

- Reconocimiento de validez de las emisiones de empréstito contratadas durante los años de ocupación.

- Reconocimiento de las tarifas aduanales, establecidas por el Gobierno Militar en 1919 y que favorecían a más de 945 productos estadounidenses.

- Después de celebradas las elecciones las tropas estadounidenses se retirarían del país.

- El gobierno dominicano respetaría las disposiciones de la Convención Dominicano-Estadounidense de 1907 dejándola como vigente y se comprometía a pagar la deuda externa.

## Hechos ocurridos después de la desocupación estadounidense
Tal como establecía el Plan, fue elegido Juan Bautista Vicini Burgos como presidente provisional, juramentado el 21 de octubre de 1922. Este inició los trabajos para organizar las elecciones.
Los partidos que participaron en la contienda electoral fueron el Partido Nacional de Horacio Vásquez y el Partido Progresista de Federico Velásquez, los cuales se aliaron y formaron la Alianza Nacional Progresista. Por otra parte, en la oposición, estaba el grupo llamado Coalición Patriótica de Ciudadanos, que presentó como candidato a Francisco J. Peynado.
En las elecciones celebradas, salió electo como presidente Horacio Vásquez, y Federico Velásquez como vicepresidente. El viejo caudillo Vásquez gozaba del apoyo popular. Se veía como el político que más había combatido durante la Ocupación estadounidense de la República Dominicana (1916-1924).